# Ploisy
Ploisy település Franciaországban, Aisne megyében. Lakosainak száma 97 fő (2022. január 1.). Ploisy Chaudun, Courmelles, Missy-aux-Bois és Bernoy-le-Château községekkel határos.

## Népesség
A település népességének változása:
| Lakosok száma | 89   | 67   | 86   | 86   | 81   | 78   | 77   | 78   | 84   | 97   |
|               | 1968 | 1982 | 1990 | 2006 | 2013 | 2015 | 2017 | 2019 | 2020 | 2022 |